# 기사정
기사정(일본어: 吉舎町)은 일본 히로시마현 중동부에 존재했던 정이다.
2004년 4월 1일에 미요시시와 고누군 구누정, 후타미군의 전 6정촌이 합병(신설합병되어 새로운 미요시시가 설치되었기 때문에 소멸하였다. 

## 역사
- 1889년 4월 1일 - 정촌제 시행에 의해 미나니군 기사촌, 야하타촌, 고누군 가미카와촌이 성립하였다.
- 1898년 10월 1일 - 미타니군, 미요시군이 통합해, 후타미군이 성립함에 따라 후타미군 가시촌, 야하타촌이 되었다
- 1920년 4월 1일 - 정으로 승격해 기사정이 되었다.
- 1953년 2월 11일 - 기사정과 야하타촌이 신설합병해 기사정이 성립하였다.
- 1955년 3월 31일 - 고누군 가와카미촌의 일부를 편입하였다.
- 1957년 10월 1일 - 세라군 세라정의 일부를 편입하였다.
- 2004년 4월 1일 - 미요시시와 고누군 고누정, 후타미군의 전정촌의 합병(신설합병)에 의해 신・미요시시가 되어 소멸하였다.

## 교통

### 철도
- 서일본 여객철도
  - 후쿠엔 선

### 도로
- 국도 제184호선